# FBI의 마러라고 수색
2022년 8월 8일, 연방수사국 (FBI)은 당시 전 미국 대통령 도널드 트럼프의 팜비치, 플로리다 자택인 마러라고에 대한 수색영장을 집행했다.
수색 영장 신청은 미국 국립문서기록관리청 (NARA)의 범죄 수사 의뢰에 따라 미국 법무부 장관 메릭 갈랜드가 승인하고 치안판사 브루스 라인하르트가 승인했다. 수색 며칠 후 공개된 명령은 FBI가 세 가지 연방 형법 위반과 관련하여 트럼프에 대한 수사의 일환으로 수색 영장을 얻었음을 보여주었다.
- 국가 방위 정보의 무단 보유와 관련된 간첩법 위반;
- 연방 정부 활동을 "방해하거나 영향을 미칠 의도"로 기록을 파괴하거나 은폐하는 행위;
- 연방 정부 기록의 불법 제거 또는 파괴 (원인 불문).[1][2]

나중에 법원은 수정된 진술서를 공개하여 대중에게 이 수색에서 FBI의 목표와 FBI가 압수한 것에 대한 통찰을 제공했다. 2021년, NARA는 자료를 회수하려 했고 트럼프는 그 해 말에 자신이 소유한 자료를 검토했다. 2022년 5월 23일부터 6월 2일 사이에, 법무부의 소환장으로 확보된 감시 영상과 기소장에 따르면, 트럼프의 직원 월트 노타는 보관실에 64개의 상자를 들고 드나들었다고 한다. 법무부는 마러라고의 기밀 문서가 수사를 막기 위해 "숨겨지고 제거"되었을 가능성이 높다고 밝혔다.
13,000개가 넘는 정부 문서가 회수되었다. 여기에는 핵 관련 정보와 FBI, CIA, NSA의 국가 안보 관련 정보가 포함되었다. 이 문서들 중 337개가 기밀로 분류되었다. 2022년 1월에 넘겨진 197개, 2022년 6월 소환장에 따라 넘겨진 38개, 그리고 8월 마러라고 수색에서 압수된 102개이다. 몇 달 후, 트럼프 소유지에서 기밀 표시가 있는 최소 2개 이상의 문서가 추가로 발견되었다.
2023년 6월 8일, 트럼프는 문서와 관련된 연방 혐의로 기소되었다. 6월 13일, 트럼프는 연방 구금에 자진 출두하여 체포, 등록, 처리되었고, 플로리다 남부 연방 지방법원에서 기소되었다. 트럼프는 37개 혐의 모두에 대해 무죄를 주장했다. 7월 27일, 새로운 버전의 기소장(이전 버전을 대체)이 트럼프에 대한 세 가지 혐의를 추가했다. 그러나 판사는 2024년 7월 15일에 사건을 기각했다. 특별검사는 처음에 이 기각에 항소했지만, 그해 11월 트럼프가 대통령으로 당선된 후 항소를 취하했고 트럼프가 취임하기 전에 사임했다.

## 배경

### 미국 정부 기록의 취급, 보관 및 처분
대통령 기록법 (44 U.S.C. ch. 22)은 대통령 기록이 미국 소유이며 대통령 임기 종료 시 (또는 연속 임기일 경우 두 번째 임기 종료 시) 미국 국립문서기록관리청장에게 인계되어야 한다고 명시한다. 미국 정부의 기밀 정보를 무단으로 제거하거나 보유하는 것은 미국 연방 법률에 따라 범죄 행위이다. 이는 2018년 1월 도널드 트럼프 대통령이 서명하여 제정된 2017년 FISA 수정법 재승인법 이후 중범죄가 되었으며, 이 범죄에 대한 최대 징역형은 1년에서 5년으로 늘어났다.

#### 수색 영장에 기재된 형법
수색 영장과 첨부된 진술서는 수사의 근거로 세 가지 연방 형법을 명시했다. "미국 법전 제18편 §§ 793, 2071, [및] 1519". 인용된 조항은 다음과 같다.
- § 793은 1917년 간첩법의 일부로 제정되었으며, 국가 방위에 관련된 문서로서 미국에 해를 끼치거나 외국 적에게 도움을 줄 수 있는 정보를 무단으로 보유하거나 공개하는 것을 범죄로 규정한다. 최대 형량은 징역 10년이다.[2][32][a] 간첩법은 미국 정부의 현대적인 분류 시스템이 개발되기 전에 통과되었으므로 문서의 분류 상태를 언급하지 않는다. 분류되지 않은 "국가 방위 정보"도 간첩법의 적용을 받는다.[32] 미국 의회조사국이 언급했듯이, "영장을 지지하는 진술서는 개인이 특정 국가 방위 정보를 무단으로 소유하고 있을 때 적용되는 하위 조항 (e)에 초점을 맞추고 있다."[33]
- § 2071은 국가 안보와의 관련성 여부와 관계없이 정부 기록의 절도 또는 파괴를 범죄로 규정한다. 최대 형량은 징역 10년이다.[2][32][b]
- § 1519는 사베인스 옥슬리법의 일부로 제정되었으며, 국가 안보와의 관련성 여부와 관계없이 연방 부서 또는 기관의 관할 내에서 "어떤 문제의 수사 또는 적절한 관리를 방해, 저해 또는 영향을 미칠 의도"로 문서 또는 기록을 파괴하거나 은폐하는 행위를 범죄로 규정한다. 최대 형량은 징역 20년이다.[32][c]

#### 기밀 자료와 대통령직
1940년부터 미국 대통령은 미국 대통령의 헌법적 및 법정 권한을 사용하여 행정명령을 통해 분류 시스템을 만들었다. 미국연방규정집에는 기밀 자료에 대한 규칙이 32 CFR 2001로 포함되어 있다.
일반적으로 대통령과 미국 국가안전보장회의는 정보 공유 및 분류와 같은 정보 보안 정책을 설정한다. 정부 전체의 분류 시스템에 대한 일상적인 감독은 국립문서기록관리청의 일부인 정보 보안 감독실(Information Security Oversight Office, ISOO)에서 담당한다.

##### 비등급화, 대통령 권한 및 규정
1988년 해군부 대 이간(Department of the Navy v. Egan) 대법원 판결 이후, 현직 대통령이 정보를 분류(및 비등급화)할 수 있는 광범위한 헌법적 권한을 가진다는 데 합의가 이루어졌다. 그러나 그렇게 하기 위한 절차가 있다. 트럼프 전 대통령이 마러라고에서 발견된 문서가 비등급화되었다고 주장한 후, 의회조사국은 2022년 8월 관련 규정을 강조하는 정책 문서를 발표했다. 32 CFR 2001.25에 따르면, 비등급화 과정은 "정보의 비등급화 상태와 누가 비등급화를 승인했는지에 대해 의심의 여지가 없도록 일관되고 눈에 띄게 적용되는 표시"를 요구한다.
2003년, 딕 체니 부통령의 전 비서실장인 스쿠터 리비는 조지 W. 부시 대통령과 체니로부터 기자들에게 기밀 정보를 유출하라는 직접적이지만 기록되지 않은 공개 명령을 받았다고 주장했다. 플레임 사건으로 알려지게 된 이 사건에서 리비는 결국 기밀 정보 공개로 기소되지 않았다. 미국 정부 비밀 정책 비판자인 스티븐 애프터굿은 이 사건이 "대통령이 분류 시스템 밖에 서 있거나 서 있다고 주장한다는 사실을 강조한다"고 말했다.

##### 기밀 자료의 손실 또는 유출에 대한 프로토콜
연방 규정은 "기밀 정보가 손실되었거나 손실될 가능성이 있거나 승인되지 않은 사람에게 공개되었거나 공개되었을 수 있음을 아는 사람은 즉시 해당 목적을 위해 지정된 공무원에게 상황을 보고해야 한다"고 규정한다. 또한 해당 정보가 "상당한 대중의 관심을 끌 수 있는" 경우, 해당 정보의 양이 방대한 경우, 또는 주요 취약점이 노출된 경우에는 ISOO 국장에게 통보해야 한다. 범죄가 의심되는 경우 법무부와도 협의해야 한다.

## 수색으로 이어진 사건들
트럼프가 백악관을 떠날 때, 그는 정부 문서를 가져갔다. 대배심은 "2021년 1월부터 3월 15일까지" 트럼프의 일부 상자가 마러라고 클럽의 화이트 앤 골드 볼룸에 보관되었으며, 그곳에서 행사와 모임이 열렸다고 주장했다. 트럼프의 상자는 한동안 볼룸 무대에 쌓여 있었다." 3월에 그들은 "비즈니스 센터"로 옮겨졌다. 4월에 그들은 레이크 룸의 "욕실과 샤워실"로 옮겨졌다.

### NARA의 마러라고에서 대통령 기록 회수 조치
2021년 2월, 정부 기록을 보존하는 연방 기관인 NARA는 트럼프에게 대통령 문서를 반환해 달라고 요청했다. 2021년 5월까지 NARA는 김정은 북한 독재자가 트럼프에게 보낸 서신이 없어진 것을 알게 되었다. 그들은 또한 변조된 허리케인 도리안 지도와 같은 다른 대통령 문서도 없어졌다는 것을 알고 있었다. NARA는 트럼프의 대리인들에게 연락했다. 5월 6일, NARA는 트럼프의 변호사들에게 김 서한을 반환하기 위한 "즉각적인 지원"을 요청하는 이메일을 보냈다. 시폴로네가 NARA로 보내져야 한다고 판단했음에도 불구하고, 트럼프의 백악관 거주지에서 그의 대통령직 마지막 날 동안 플로리다로 보내진 "대략 20여 개"의 상자들과 함께. 그 달, 트럼프는 일부 상자를 베드민스터 클럽으로 가져오게 했다고 한다.
2021년 6월, NARA는 트럼프 백악관 법무실의 전 변호사에게 페덱스를 통해 김 서한을 보내달라고 지시했다. 6월 24일, 마러라고 레이크 룸의 상자들이 보관실로 옮겨졌다.
2021년 11월 21일, 백악관 직원이 마러라고로 날아가 트럼프에게 조언했다. "무엇이든 가지고 있는 것은 모두 돌려주십시오. 그들이 와서 모든 것을 가져가게 하십시오. 당신을 기소할 고귀한 이유를 주지 마십시오. 그들은 그렇게 할 테니까요." 1년 후 FBI 심문에서 이 사람은 트럼프가 상자를 NARA에 돌려줄 것이라고 믿었다고 말했다.
NARA와 트럼프의 변호사들은 계속 협상했다. 2021년 11월부터 2022년 1월 사이에, 트럼프는 직원들에게 보관실에서 상자를 꺼내 자신의 거주지로 가져오게 하여 내용을 검토할 수 있도록 했다고 한다. 트럼프는 특정 상자나 특정 수의 상자를 회수하도록 요청하지 않았으며, 상자를 회수하고 그 내용물을 알지 못했다고 진술한 그의 수행원 월트 노타의 증언에 따르면 그렇다. 노타는 트럼프의 침실 근처 파인 홀이라고 불리는 방에 보관되어 있던 "대략 15~17개"의 상자를 가져갔고, "그것들을 내 차로 옮겼고, 내 차에서 세미트럭으로 옮겼다"고 몇 달 후 수사관에게 말했다.

#### 기록의 부분적 NARA 반환
2022년 1월, NARA는 트럼프의 임기 말에 NARA로 이전되어야 했던 문서, 선물 및 기타 정부 재산이 담긴 상자 15개를 마러라고에서 회수했다. 상자에는 CIA, FBI, 국가안보국의 다양한 국가 안보 관련 정보 문서가 포함되어 있었다. 기록 보관인과 연방 요원은 184개의 고유 문서(총 700페이지)에 분류 표시가 되어 있었고, 이 중 25개 문서는 "일급비밀", 92개는 "비밀", 67개는 "대외비"로 표시되어 있었다. 이 자료에는 다음이 포함되었다.
- "민감한 국가 안보 정보",[62][63][58][57] 신호정보[64] 및 김 서한[50] 포함
- 특별 접근 프로그램 (SAP)에 의해 관리되는 문서, 이는 해외에서 수행되는 극도로 민감한 미국 작전을 위해 예약된 프로토콜 유형으로, 정보 접근을 크게 제한하기 위한 것이다.[65][66][67]
- "HCS, FISA, ORCON, NOFORN, 및 SI"로 표시된 문서[61][68]

그가 2021년 7월 베드민스터에서 자랑했던 이란 관련 문서는 이때 반납된 문서들 중 하나였을 수 있다. "일급비밀//NOFORN"으로 표시된 군사 문서는 2022년 1월 17일까지 트럼프가 소유하고 있었고, 트럼프는 결국 이를 소유한 혐의로 기소되었다.
트럼프의 변호사 알렉스 캐논은 이 15개의 상자를 NARA로 옮기는 것을 도왔다. 문서들은 법무부 관리들이 어떻게 진행할지 고려하는 동안 특수정보취급시설 (SCIF)에 보관되었다.

#### 트럼프의 기록 반환 관련 진술
상자 15개를 옮긴 후, 트럼프는 NARA가 요청한 "모든 것"이 반환되었다는 성명을 지시했으며, 캐논에게 NARA에 비슷한 성명을 보내라고 말했다. 캐논은 그것이 사실인지 확신할 수 없었기 때문에 거절했고, 사흘 뒤 다른 성명이 발표되었는데, "[그] 서류들은 쉽게 그리고 아무런 갈등 없이 매우 우호적인 관계에서 주어졌다"고 했다.

#### NARA의 형사 고발
2022년 2월 7일, NARA는 15개 상자의 수령 사실과 트럼프 대리인들이 추가 자료를 찾을 것이라는 주장을 인정하는 보도 자료를 발표했다. 2월 8일, NARA 변호사 게리 스턴은 동료들에게 캐논이 모든 관련 문서가 제출되었는지 확실하지 않다고 말했다고 전했다. 워싱턴 포스트에 따르면 NARA는 "수많은 기밀 자료와 정돈되지 않은 상자"를 발견했으며 여전히 의심하고 있었다. 2월 9일, NARA는 법무부 (DOJ)에 형사 고발을 보냈다.

#### 톰 피턴의 트럼프에 대한 조언
운동 단체 주디셜 워치의 회장인 톰 피턴은 2022년 2월 트럼프에게 더 이상 기록을 NARA에 넘기지 말라고 조언했다. 피턴은 2012년 연방 판사가 NARA에 "대통령 기록"으로 자료를 지정할 권한이 없으며 자료를 압수할 권리도 없다고 말한 사건을 근거로 삼았다. 이 사건은 클린턴 재임 기간 동안 역사학자 테일러 브랜치가 그의 친구인 빌 클린턴을 개인적으로 인터뷰한 오디오 테이프에 관한 것이었다. NARA가 이전에 이 테이프들을 사유 재산이라고 말했지만, 주디셜 워치는 NARA에 테이프들을 압수하여 주디셜 워치에 넘겨달라고 요구했다. 판사는 소송을 기각했다.
트럼프는 피턴의 입장을 받아들였고 1년 후에도 계속해서 그를 토론에 참여시켰다.

### FBI/DOJ의 형사 수사 착수 및 소환장 발부
2022년 4월, 법무부는 형사 수사를 개시하고 대배심 절차를 시작했으며 NARA에 마러라고에서 회수된 자료에 대한 추가 세부 정보를 하원 감독 위원회와 공유하지 말라고 지시했다. FBI는 대통령 기록 취급에 대해 마러라고에서 트럼프 행정부 관리 및 보좌관들을 인터뷰했으며, 전 백악관 법무관 팻 시폴로네와 그의 전 부관 패트릭 필빈을 포함했다.
2022년 4월 12일, NARA는 FBI가 마러라고에서 회수된 문서에 접근하도록 허용하겠다고 밝혔다. 트럼프의 변호사들은 이러한 결과가 지연되기를 원했다. 5월 10일, 미국 국립문서기록관리청장 대행 데브라 스타이델 월은 트럼프의 변호사 에반 코코란에게 편지를 보내 트럼프가 고도로 기밀인 특별 접근 프로그램 자료를 포함하여 수백 페이지의 기밀 자료를 가지고 갔으며, 그들의 행정 특권 주장을 둘러싼 오랜 협상이 이미 진행 중인 조사와 위협 평가를 지연시키고 있음을 재차 강조했다. 그녀는 법률 자문을 바탕으로 추가 지연 요청을 수락하지 않기로 결정했다고 말했다. 트럼프의 지지자는 8월 22일에 이 편지를 공개했다. NARA가 FBI에 회수된 기록에 대한 접근 권한을 제공했을 때, FBI는 미국 정보공동체의 개별 기관에 사본을 제공하여 분류 검토를 수행하고 공개가 민감한 출처를 위험에 빠뜨릴 수 있는지 여부를 결정하도록 했다.

#### 2022년 5월 소환장
트럼프 측은 소환장을 예상하고 문서를 이동시키는 연습을 했다. 일부 관계자들은 이 행동을 "드레스 리허설"이라고 언급했다.
5월 11일, 법무부는 트럼프에게 "도널드 J. 트럼프 및 도널드 J. 트럼프 사무실의 보관 또는 통제 하에 있는 모든 분류 표시가 있는 문서 또는 서면"에 대한 소환장을 발부했다. 코코란은 마러라고에서 트럼프를 만나 몇 주 동안의 대화를 자세히 기록하기 시작했다(음성 메모 포함). 그 대화에서 그는 트럼프에게 그러한 문서를 모두 넘기지 않으면 FBI가 마러라고를 수색할 위험이 있다고 설명했다. 트럼프의 고문들도 그에게 전적으로 협조할 것을 거듭 촉구했고, 트럼프는 결국 그들에게 그렇게 했다고 말하고 더 이상 논의하고 싶지 않다고 했다.
5월 12일, 법무부는 2021년 미국 국회의사당 습격을 조사하는 하원 특별위원회에 제출했던 기밀 문서를 국립문서기록관리청에 제출하라는 대배심 소환장을 발부했다.
5월 22일, 대배심의 주장에 따르면 트럼프의 개인 비서인 월트 노타는 보관실에서 30분 동안 상자 하나를 치웠다. 다음 며칠 동안 트럼프의 지시에 따라 노타는 보관실에서 약 64개의 상자를 꺼내 트럼프의 거주지로 옮겼다. 5월 24일에 3개, 5월 30일에 약 50개, 6월 1일에 약 11개였다. FBI의 심문에서 노타는 처음에는 기밀 문서에 대한 지식을 부인했지만, 두 번째 심문에서 자신과 트럼프의 관련성을 인정했다. 6월 1일에 그가 상자를 옮기는 사진은 이후 공개되었다.
6월 2일, 코코란은 오후에 보관실의 상자를 검토하기로 되어 있었다. 정오에 코코란이 도착하기 전, 마러라고 유지보수 책임자 카를로스 데 올리베이라와 노타는 함께 약 30개의 상자를 보관실로 옮겼으며, 이는 보안 영상에 나타났다. 코코란은 최근 며칠 동안 약 64개의 상자가 옮겨졌고, 불과 몇 시간 전에 약 30개의 상자가 옮겨졌다는 사실을 통보받지 못했다. 코코란이 보관실에 있는 동안, 트럼프는 누군가에게 저택 전면의 옷장 자물쇠를 바꾸라고 지시했다고 한다. 비밀 경호국이 원래 자물쇠 열쇠를 가지고 있었지만, 트럼프는 열쇠를 자신이 관리하고 싶어했다고 한다. 보관실에서 코코란은 분류 표시가 있는 문서 38개를 발견하고 봉투에 봉인했다.
6월 3일, 노타는 트럼프와 그의 가족이 뉴저지로 떠나는 비행기에 짐을 싣는 것을 돕기 위해 20년간 마러라고에서 차량 서비스를 운영해 온 브라이언 버틀러에게 에스컬레이드를 요청했다. 버틀러는 그에게 차를 빌려주었다. 노타와 데 올리베이라는 상자들을 비행기에 실었다. 버틀러는 트럼프의 짐을 다루는 것이 보통 그의 일이었기 때문에 그들을 도왔다. 그는 상자에 특이한 것이 들어 있다는 것을 몰랐다.
그날 늦게, 법무부와 FBI 수사관들이 마러라고에 소환된 자료를 회수하기 위해 방문했다. 그들은 트럼프의 변호사들과 만났는데, 그 중 한 명이 요원들에게 HCS, SI, FISA 표시가 있는 기밀 문서 38개를 "테이프로 이중 포장된 단일 레드웰드 봉투"에 담아 건네주었다. 트럼프의 기록 보관인 크리스티나 보브는 코코란이 작성한, 모든 기밀 자료가 반환되었다고 증명하는 서명된 선언서를 법무부에 제출했다 (그러나 트럼프 팀은 이것이 사실이 아닐 수 있다는 것을 알고 있었을 수도 있다).
이 방문 동안 FBI 요원들은 보관실에 50개가 넘는 상자가 있는 것을 발견했지만, 트럼프의 변호사들은 내부를 들여다볼 수 없다고 말했다. 정보원들의 도움을 받아 법무부는 더 많은 기밀 문서가 건물에 남아 있다고 믿게 되었다.
6월 8일, FBI는 트럼프 팀에게 보관 구역을 더 잘 확보하라고 지시했고, 이에 트럼프 보좌관들은 방에 자물쇠를 추가했다. 2주도 채 되지 않아 트럼프는 NARA에 전 트럼프 행정부 관리인 카슈 파텔과 기자 존 솔로몬을 "내 행정부 대통령 기록에 접근하기 위한 대리인"으로 추가하라고 통보했다.

#### 2022년 6월 소환장
6월 22일, 법무부는 대배심의 소환장 초안을 트럼프의 변호사 중 한 명에게 이메일로 보냈다. 이 소환장은 트럼프 기업에게 마러라고 보관실의 감시 영상을 요구했다. 6월 23일, 트럼프는 데 올리베이라에게 전화했다. 다음 날, FBI는 소환장을 전달했는데, 1월 10일부터 6월 24일까지 보관실 외부의 영상을 요청했다. 오후 1시 25분, 코코란은 전화로 트럼프와 이에 대해 이야기했다. 몇 시간 만에 노타는 다음 날의 여행 일정을 변경했다. 그는 트럼프와 함께 일리노이로 갈 예정이었지만, 이제 다른 사람들에게는 대신 플로리다 팜비치로 갈 것이라고 말하고, 일정 변경에 대해 일관성 없는 이유를 제시했다.
6월 25일, 데 올리베이라는 버틀러에게 노타가 곧 도착할 것이며, 오래된 감시 영상에 대한 정보를 찾고 있으며, 그의 여행은 비밀로 유지되어야 한다고 조언했다. 6월 27일 아침, 데 올리베이라는 IT 사무실에서 일하는 유실 타베라스에게 보안 영상이 서버에 얼마나 오래 보관되는지 물었다. 타베라스는 일반적으로 45일 동안 보관된다고 믿었다고 말했다. 데 올리베이라는 "보스"가 영상을 삭제하기를 원한다고 말했지만, 타베라스는 거부했다. 오후 일찍 데 올리베이라와 노타는 직접 대화했고, 오후 늦게 데 올리베이라는 트럼프와 전화 통화를 했다.
소환에 응하여 7월 6일, 트럼프 기업은 하드 드라이브를 제공했다. 영상에는 노타가 상자를 옮기는 모습이 찍혔다.
7월 10일~12일, 트럼프는 마러라고에 있었으며, 한 증인은 수사관에게 "상자를 확인했다"고 말했다. 보통 그 해 이맘때쯤 그는 뉴저지에 있었고, 마러라고 자택은 공사 중이어서 그곳에 머물 가능성이 낮았다. 마러라고로의 그의 여행은 "조용히 유지되었다".

### FBI/DOJ, 연방 법원에서 수색 영장 획득
연방 요원들은 트럼프에 대한 수색 영장을 얻기 위한 상당한 근거를 확립했다. 왜냐하면 그가 일부 기밀 문서를 연방 당국에 넘겼지만, 요원들은 그가 다른 기밀 정보를 불법적으로 은닉하고 있다고 의심했기 때문이다. 영장은 NARA의 요청에 따라 법무부의 국가 안보국이 트럼프가 NARA에 넘기지 않았을 가능성이 있는 자료를 수집하기 위해 획득했다. 뉴욕 타임스는 다음과 같이 보도했다. "수사관들이 마러라고에 남아 있다고 믿는 기밀 문서에 대한 브리핑을 받은 두 명은 문서의 성격이 매우 민감하고 국가 안보와 관련되어 있어 법무부가 조치해야 했다고 밝혔다." 그러나 메릭 갈랜드 법무부 장관은 고위 법무부 및 FBI 관계자들 간의 여러 회의 후에 수색 영장 신청을 승인할지 여부를 몇 주 동안 고심했다.
수색 영장은 FBI가 제18편 연방 법률 세 가지 위반 혐의로 트럼프를 수사하고 있음을 보여주었다. 섹션 793 (간첩법의 일부), 섹션 1519 (재정 감독 사베인스 옥슬리법의 일부), 섹션 2071이다. 트럼프는 어떤 범죄로도 기소되지 않았다. 만약 세 번째 법률에 따라 기소되어 유죄 판결을 받는다면, 트럼프는 "미국 하의 어떠한 공직도 맡을 자격을 박탈당할 것"이다. 그러나 여러 법률 학자들은 해당 법률 조항의 헌법적 합치성을 의문시했다.
플로리다 남부 연방 지방법원의 연방 치안판사 브루스 라인하르트는 2022년 8월 5일에 영장을 승인했다. 10년 동안 연방 검사였던 라인하르트는 일부 출처에 의해 트럼프가 임명한 사람으로 잘못 알려졌지만, 실제로는 법원 자체에서 채워지는 직위이다.
수색 영장을 검토하고 승인하는 것은 연방 치안판사의 일반적인 업무이다. 법률 전문가들은 작전의 높은 중요성을 고려할 때, 수색 영장 신청(상당한 근거에 따라 허가됨)이 연방 당국에 의해 먼저 엄격하게 심사되었을 것이라고 지적했다. 전 CIA 요원이자 전 텍사스 공화당 의원인 윌 허드는 "트럼프와 그의 변호사들은 백악관에서 부적절하게 가져와 보관된 대통령 문서를 인정하고 넘겨주었다. 물론 FBI는 더 많은 것을 찾기 위해 들어갈 상당한 근거가 있었다"고 말했다.

## 마러라고 수색

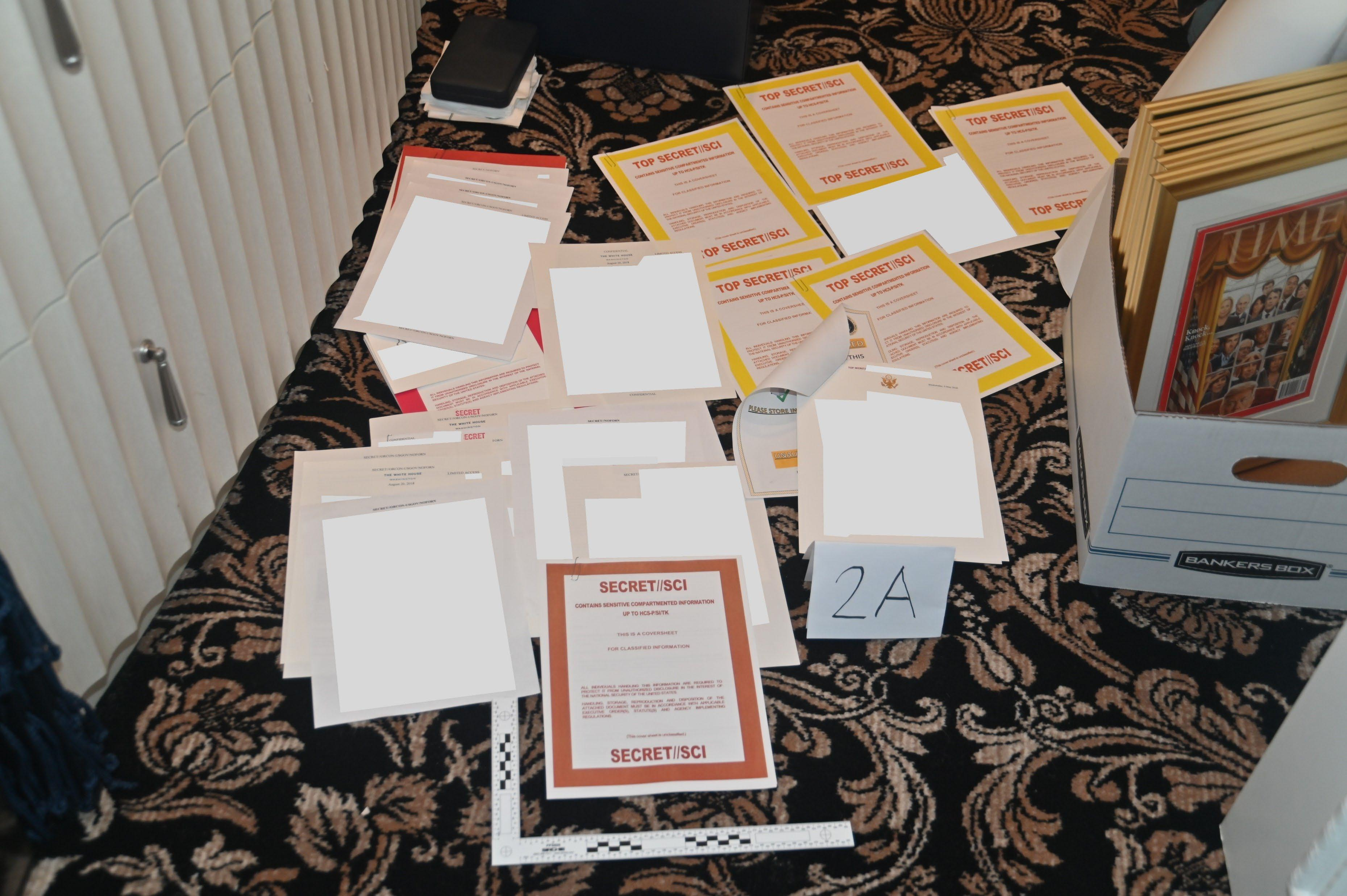
마러라고 수색에서 발견되어 촬영된 기밀 표지 및 문서. 흰색 영역은 수정된 부분이다.

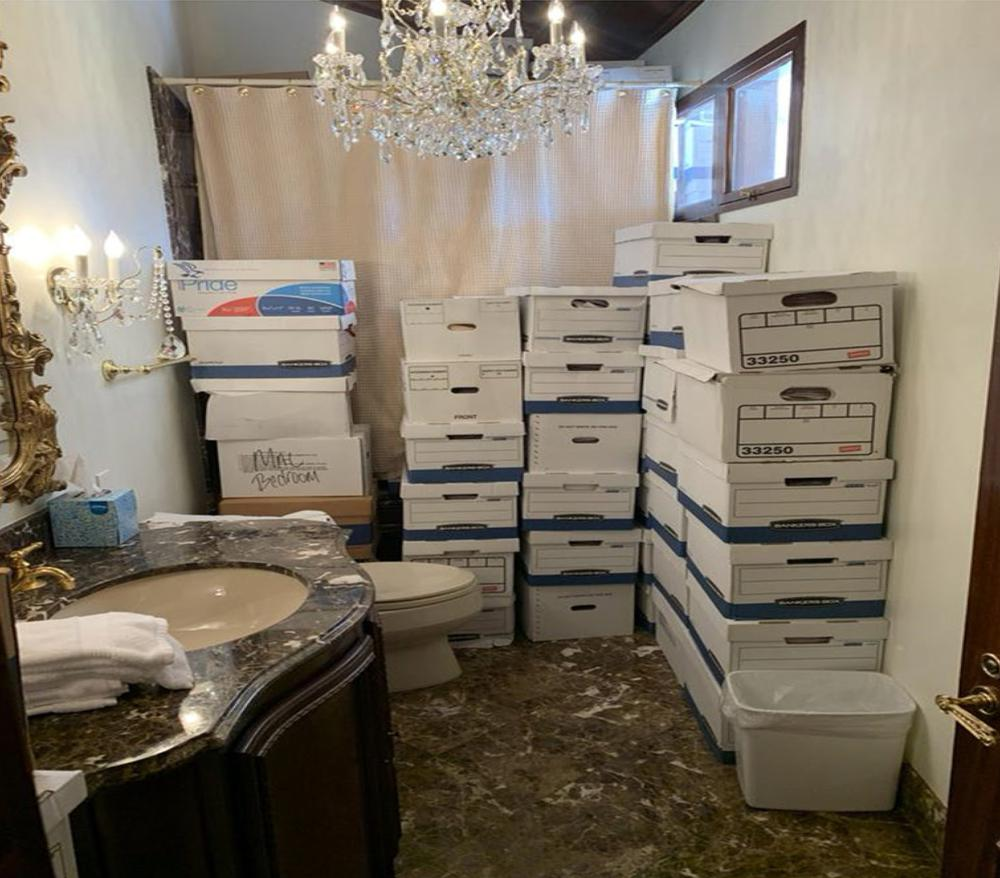
마러라고의 욕실에 보관된 기밀 문서 상자들

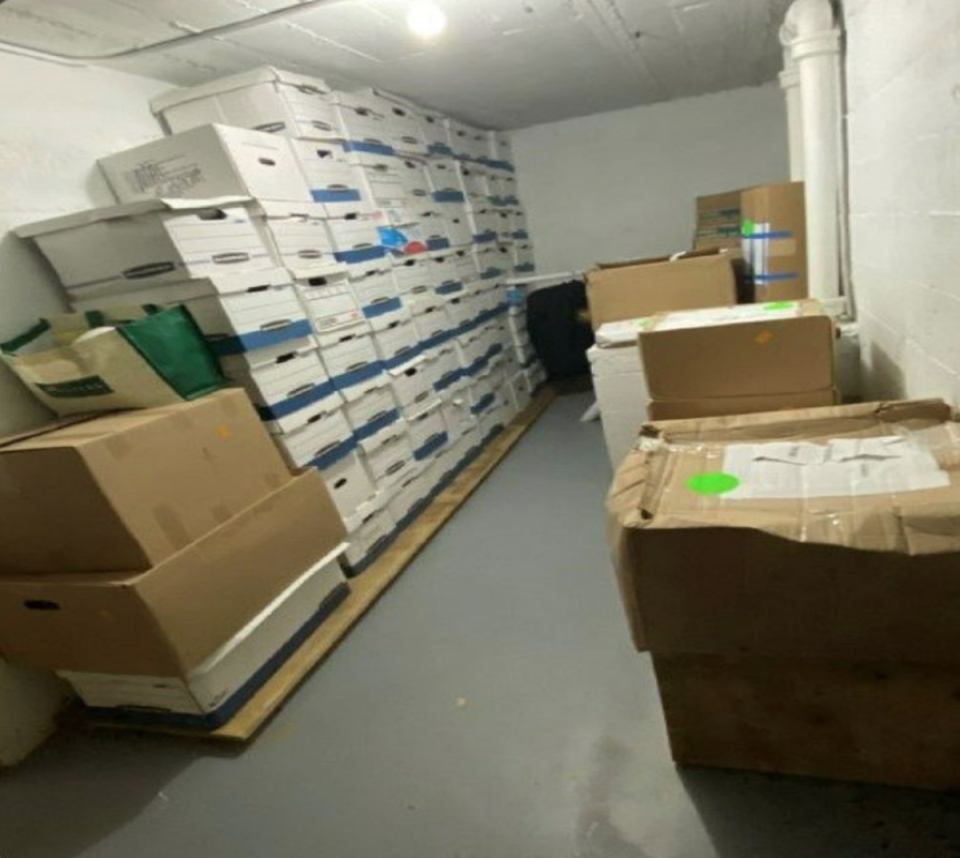
마러라고 보관실에 있는 기밀 문서 상자들

2022년 8월 8일 오전 8시 39분, FBI 요원들은 마러라고에 있는 트럼프의 거주지를 수색하여 기밀 자료를 포함하여 영장에 명시된 자료를 찾았다. 뉴욕 타임스와 –  워싱턴 포스트에 –  따르면 이 자료는 특별 접근 프로그램과 핵무기에 관한 것이었다. FBI는 수색 몇 시간 전 비밀경호국에 수색 사실을 통보했다. 비밀경호국은 FBI가 마러라고에 접근할 수 있도록 도왔지만, 수색에는 참여하지 않았다.
트럼프의 아들 에릭 트럼프는 폭스 뉴스에서 수색에 대한 전화를 받았고 얼마 후 아버지에게 알렸다고 말했다. 트럼프의 변호사 두 명인 크리스티나 보브와 린지 할리건은 수색에 참석했지만 내부에는 들어갈 수 없었다. 트럼프와 그의 가족은 뉴욕에서 마러라고의 보안 카메라 시스템을 통해 실시간 영상 피드를 원격으로 시청하며 FBI 수색 대부분을 지켜보았다. 트럼프와 그의 변호사들은 FBI의 카메라 끄기 요청을 거부했다. 에릭 트럼프는 나중에 그의 가족이 "적절한 시기에" 영상을 공개할 것이라고 말했다.
FBI 요원들은 "오염 팀"을 사용하여 트럼프와 그의 변호사 간의 특권 통신이 제거되지 않도록 수색을 진행했다. 뉴욕 타임스는 FBI 요원들이 "상대적으로 조용하게 수색을 수행했으며" 일반적인 남색 기관 재킷을 의도적으로 입지 않았다고 보도했다. FBI 요원들은 지하의 보관실을 수색했는데, 새로 설치된 자물쇠를 부수고 들어갔다. 그들은 이어서 트럼프의 "45번 사무실"이라고 불리는 곳을 수색했는데, 그곳에서 "별다른 의미 없는 것"이 들어 있는 "호텔식" 금고를 열었고, 마지막으로 트럼프의 거주지를 수색했다. 기밀 문서들은 잠겨 있지 않은 장소에서도 회수되었으며, 잠겨 있는 보관실 밖에서도 발견되었다. 수색 영장 집행의 통상적인 절차에 따라 FBI는 트럼프의 변호인에게 영장 사본과 압수된 기록 목록이 기재된 상세한 세 페이지 분량의 목록( 재산 영수증이라고 불림)을 제공했다. FBI 요원들은 오후 4시 33분에 수색을 마쳤고, 오후 6시 19분에 트럼프의 변호사에게 재산 영수증이 제공되었으며, 요원들은 오후 6시 30분경 상자와 함께 떠났다.
ABC 뉴스에 따르면 2024년 2월, FBI는 저택 앞쪽의 잠긴 옷장(FBI 요원들은 수색 중 이를 알고 있었음)이나 트럼프의 침실과 연결된 "숨겨진 방"(그들은 알지 못했음)을 수색하지 않았다. 이 방들에 기밀 문서가 있었는지는 확실하지 않다.
플로리다 폴리틱스의 발행인 피터 슈오쉬가 이 사건을 처음으로 보도했다. 트럼프도 공개적으로 수색을 인정했다.
다음 날인 8월 9일, 마러라고에서 트럼프 보좌관 몰리 마이클은 트럼프가 이전에 그녀에게 주었던 기밀 문서 뒷면에 쓰인 메모를 발견했다. 그녀는 그날 FBI에 그 문서들을 제출하는 것을 도왔다.
며칠 후, 일부 마러라고 직원들은 FBI가 최소 한 방을 수색하지 못했다는 것을 알게 되었다. 스미스 특별검사 수사의 수사관들은 트럼프가 2023년 6월 기소되기 전에 이 사실을 알게 되었고, 여러 증인들을 인터뷰했다.
FBI는 수색 전 몇 주간의 마러라고 감시 영상에 대한 추가 소환장을 발부하여 트럼프가 여전히 추가 정부 문서를 보관하고 있을 수 있음을 시사했다.
8월 26일, 노타는 트럼프 직원에게 시그널 그룹 채팅에서 데 올리베이라가 트럼프에게 여전히 충성하는지 확인해달라고 요청했다. 직원은 그렇게 했고, 트럼프는 데 올리베이라에게 변호사를 구해줄 것이라고 전화했다.
11월, 마러라고의 오랜 직원 한 명이 직장을 그만두었다. 그는 상자들을 옮기는 것을 도왔고, 기소장에서 언급된 데 올리베이라와 노타 사이의 특정 대화를 들었다.
캐논 판사는 "2022년 11월 임대된 보관소에서, 2022년 12월 마러라고의 사무실에서, 그리고 그 후 마러라고의 전 대통령 침실에서 더 많은 기밀 표시 문서가 발견되었다"고 지적했다. 이 문서들은 트럼프의 변호사들이 발견하여 2023년 1월 FBI에 제공했다.

### 다른 트럼프 소유지의 수색
2022년 12월 7일, 트럼프의 법률 대리인을 통해 고용된 팀이 여러 장소를 수색한 결과, 웨스트팜비치에 있는 또 다른 트럼프 소유지에서 기밀 표시가 있는 추가 문서가 최근 발견되었다고 보도되었다. 이 문서들은 FBI에 인계되었다. 이 공개 이후, 법무부는 트럼프가 5월에 발부된 소환장을 준수하지 않았다고 밝혔지만, 베릴 하웰 판사는 그를 법정 모독으로 보지 않기로 결정했다.

## 수색 영장, 재산 영수증 및 진술서 공개

### 수색 영장 및 재산 영수증 공개
진행 중인 수사에 대한 오랜 법무부의 유보적 태도와 법무부 장관 메릭 갈랜드가 그러한 공개 성명에 부과한 엄격한 제한에 따라, 정부는 처음에는 수색에 대해 언급하지 않았다.
법무부가 침묵을 지키는 동안, 트럼프와 가까운 한 인물이 법무부 관료에게 트럼프의 메시지를 전달하기 위해 연락했다. 트럼프는 전국 사람들이 수색에 분노하고 있으며, "열기를 식히기" 위해 트럼프가 무엇을 할 수 있는지 갈랜드가 알아야 한다고 말했다.
8월 11일, 법무부는 트럼프가 공개를 반대하지 않는 한 수색 영장과 재산 영수증을 공개하기 위한 법원 신청을 했다. 같은 날, 갈랜드는 기자회견을 열고 "전 대통령의 수색 공개 확인, 주변 상황, 그리고 이 사안에 대한 상당한 대중적 관심에 비추어" 영장과 재산 영수증을 공개하기 위한 신청을 제기했으며, 수색 영장을 신청하기 위한 결정을 자신이 직접 승인했다고 말했다. 갈랜드는 또한 "법치주의를 옹호한다는 것은 법을 두려움이나 편애 없이 공정하게 적용하는 것을 의미한다"고 말하며 "FBI와 법무부 요원 및 검사들의 전문성에 대한 최근의 근거 없는 공격"을 비판했다.
트럼프는 나중에 소셜 미디어에서 영장 및 관련 문서의 공개를 지지한다고 말했지만, 직접 공개하는 것은 거부했고, 그의 법률 팀은 법원이 공개해야 한다는 데 동의했다. 수색 영장과 재산 영수증은 8월 12일 오후에 공개되었고, FBI 요원 두 명의 서명은 수정되었다.
1년 후, 총 8개의 수색 영장과 진술서가 있었다는 것이 밝혀졌다. 정부는 이를 비밀로 유지하기를 원했고, 나머지 7개가 다른 장소에 대한 것이었는지, 어떤 자료를 찾고 있었는지는 밝혀지지 않았다.

#### 압수된 자료
FBI 요원들은 13,000개가 넘는 정부 문서를 압수했으며, 그 중 103개의 기밀 정부 문서를 발견했다. 기밀 문서와 기밀 표시가 있는 빈 폴더는 지하 보관실과 트럼프의 45번 사무실 모두에서 발견되었다. 기밀 자료는 11개 세트로 분류되었다. 기밀 자료 중:
- 18개 문서는 일급비밀로 표시되었고, 이 중 한 세트는 통제 시스템 프로토콜 "일급비밀/SCI" (즉, 특수정보)가 있었다.
- 54개 문서(세 세트로 분류)는 비밀로 표시되었다.
- 31개 문서(세 세트로 분류)는 대외비로 표시되었다.[5][150][175]

일부 문서는 트럼프의 동맹인 로저 스톤의 사면과 관련이 있었고, 일부는 프랑스 대통령과 관련이 있었다. 수색 종료 후 오후 6시 19분에 트럼프의 변호사 크리스티나 보브가 서명한 재산 영수증에는 트럼프가 "TS/SCI"로 표시된 문서와 "프랑스 대통령 관련 정보"라고 표기된 다른 품목을 소유하고 있었음이 나타났다.
수색 중에 트럼프 소유의 개인 여권 1개와 공식 여권 2개가 트럼프 사무실 책상 서랍에서 발견되었는데, 개인 여권과 공식 여권 중 1개는 만료된 것이었고 나중에 그에게 반환되었다. 8월 30일 법원 제출 서류에서 법무부는 여권이 트럼프 사무실 책상 서랍에 있었는데, 그 서랍에는 "다른 문서들과 뒤섞인 기밀 문서와 정부 기록"이 포함되어 있어 영장의 조건에 해당한다고 언급했다.
압수된 13,000개 문서 중 법무부의 필터링 팀은 520페이지를 변호사-의뢰인 특권에 해당할 가능성이 있는 것으로 분류했다.
9월 6일, 워싱턴 포스트는 압수된 문서 중 일부가 "대통령, 그의 내각 일부 구성원 또는 내각 수준에 준하는 고위 관료"만이 부여할 수 있는 특별 인가를 요구하는 특별 접근 프로그램의 세부 정보를 포함하고 있다고 보도했다. 이들은 일반적으로 "지정된 통제 담당관이 위치를 주의 깊게 기록하는 보안 정보 격리 시설"에 보관될 것이다. 문서 중 하나는 "외국 정부의 군사 방어, 핵 능력 포함"을 설명했다. 주제에는 이란의 미사일 프로그램과 미국의 중국 관련 정보 작전이 포함되었다.

#### 누락된 자료
2022년 10월 1일, 워싱턴 포스트는 두 명의 익명 소식통에 따르면 NARA가 하원 감독 위원회에 일부 대통령 기록이 회수되지 않았다고 통보했다고 보도했다. 10월 6일, 뉴욕 타임스는 두 명의 익명 소식통에 따르면 법무부가 "최근 몇 주" 동안 트럼프의 변호사들에게 트럼프가 여전히 자료를 보관하고 있다고 통보했다고 보도했다.

### 수색 영장 진술서 공개 요청
많은 신문과 언론 기관은 수색 영장 신청을 지지하기 위해 8월 5일 판사에게 제출된 상당한 근거 진술서의 공개를 요청했다.
법원 제출 서류에서 법무부는 "이 수사는 고도로 기밀한 자료를 포함한다"며 공개는 형사 수사의 무결성과 사건 및 "다른 고위급 수사"에서 증인들의 협력을 손상시킬 것이라고 밝혔다. 법무부는 또한 "8월 8일 수색 이후 법 집행관들에게 가해진 광범위하게 보도된 위협"을 인용했다. 법무부는 만약 치안판사가 진술서 공개를 명령한다면, 필요한 수정으로 인해 공개된 텍스트가 "의미 있는 맥락이 결여될 것"이라며 "수정된 버전은 어떠한 공공 이익도 충족시키지 못할 것"이라고 말했다. 법무부는 대신 치안판사에게 표지, 8월 5일 영장 봉인에 대한 법무부의 원본 동의, 그리고 같은 날 판사의 봉인 명령을 포함한 다른 정보의 공개를 요청했다.
8월 18일, 연방 치안판사는 수사관들의 상당한 근거 진술서 공개 요청을 논의하기 위한 심리를 개최했다. 법무부 대테러 부서장인 제이 브랫은 수사가 "초기 단계"에 있다고 말했다. 그는 진술서 공개가 수사 기법을 드러내고, 특정 사건에 대한 "몇몇 증인"의 신원을 위태롭게 하며, 연방 요원들을 위협에 노출시킬 수 있다고 주장했다. 브랫은 진술서에 "상당한 대배심 정보"가 포함되어 있으며, "방해 증거"가 마러라고에서 어떻게 발견될지에 대한 세부 정보도 포함되어 있다고 밝혔다. 여러 언론 기관은 공공의 이익을 이유로 필요한 수정과 함께 진술서 공개를 판사에게 요청했다. 판사는 진술서의 일부를 공개할 계획이라고 밝혔고 법무부에 일주일 이내에 제안된 수정을 제출하도록 지시했다. 트럼프는 소셜 미디어에서 수정되지 않은 진술서의 공개를 거듭 요구했지만, 그의 변호사들은 법원에 그렇게 해달라는 신청을 제출하지 않았다.
또한 8월 18일, 치안판사는 형사 표지, 8월 5일 영장 신청의 수정본, 영장 문서를 봉인하라는 법무부의 원본 동의, 봉인 요청을 승인하는 명령을 포함하여 영장 진술서와 관련된 여러 절차 문서를 공개했다. 이 문서들은 FBI가 특히 "국방 정보의 의도적인 보유", 정부 기록의 은폐 또는 제거, 연방 수사 방해 여부를 조사하고 있음을 보여주었다.
8월 22일 공개된 13페이지 분량의 명령에서 판사는 수색 영장을 승인하기 전에 진술서를 "신중하게 검토했으며" "진술인이 선서한 사실들이 신뢰할 수 있다는 점에 만족한다"고 말했다. 그는 법무부가 진술서 전체를 공개해야 한다는 "어떤 공공 이익도 무시하는 설득력 있는 이익"을 보여주었다고 말했다. 그는 필요한 수정으로 인해 문서가 쓸모없게 될 것이라는 법무부의 주장에 동의할 수 있다고 밝혔다. 그는 진술서의 부분적 공개가 위험한 선례를 남길 것이라는 법무부의 주장을 거부하며 이 사건의 중요성을 강조했다. 그는 법무부에 일주일 이내에 제안된 수정을 제출하고 추가 증거 및 주장을 제공하도록 요청했다.
8월 25일, 법무부는 진술서 수정안을 제안하는 법률 서류를 제출했다. 이 서류는 봉인되어 있었고, 여러 언론사들은 판사에게 이를 공개하고 다른 봉인된 문서들도 공개하도록 요청했다. 판사는 곧 제안된 수정에 동의하고 법무부에 다음 날 수정된 진술서를 공개하도록 명령했다. 판사의 진술서 공개 결정은 놀라운 것으로 여겨졌는데, 상당한 근거 진술서는 일반적으로 기소되기 전에는 봉인된 상태(즉, 비공개)로 유지되기 때문이다.

### 수정된 수색 영장 진술서 공개
진술서 수정에 대한 법률 서류의 수정본과 함께 수정된 수색 영장 진술서가 8월 26일에 공개되었다. 뉴욕 타임스, 워싱턴 포스트, CNN도 수색 영장 진술서의 주석이 달린 버전을 공개했다.
법률 브리핑은 법무부의 제안된 수정이 협력 증인과 FBI 요원의 신원을 보호하고, 수사 방해를 방지하며, 사생활 보호, 대배심 정보 보호, 법 집행관의 안전 유지를 위해 필요하다고 주장했다.
진술서는 FBI 수사의 네 가지 주요 목표를 나열했다.
1. "분류 표시가 있는 문서와 기록이 백악관(또는 기밀 자료 보관을 위한 다른 승인된 장소)에서 어떻게 제거되어 [마러라고]에 보관되었는지"를 "확인"하는 것.[202]
2. "[마러라고]의 보관 장소가 기밀 정보 보관을 위해 승인된 장소였는지"를 "확인"하는 것.[202]
3. "추가 기밀 문서 또는 기록이 [마러라고] 또는 알려지지 않은 다른 장소에 무단으로 보관되었을 수 있는지, 그리고 그러한 장소에 남아 있는지"를 "확인"하는 것.[202]
4. 그리고 "승인 없이 및 무단 장소에서 기밀 정보를 제거하거나 보관했을 수 있는 사람(들)을 식별"하는 것.[202]

FBI는 기밀 국가 안보 자료가 마러라고의 "무단" 장소로 부적절하게 이전되었으며, 국방 또는 "기록 보존 요건을 준수해야 하는" 대통령 기록과 관련된 자료가 여전히 마러라고에 남아 있었고, "방해 증거"가 마러라고에서 발견될 것이라는 "상당한 근거"가 있다고 밝혔다. FBI는 압수된 문서 중 몇몇에 트럼프의 "손으로 쓴 메모"가 있었고, "폴더에 넣지 않은 채 다른 기록과 뒤섞여 있었으며, 부적절하게 식별되었다"고 지적했다.
FBI는 진술서에 트럼프의 변호사 에반 코코란이 2022년 5월 25일 법무부에 보낸 편지를 첨부했다. 이 편지에서 코코란은 형사 수사를 진행하는 것에 반대하며, 대통령은 문서를 비등급화할 "절대적인 권한"을 가지고 있다고 주장했지만, 트럼프가 그렇게 했는지는 명확히 밝히지 않았다.
2023년 6월 8일 트럼프 기소 후, 언론 매체들은 진술서 공개를 요청했다. 7월 5일, 법무부는 수정이 덜 된 진술서의 다른 버전을 공개했다. 한 가지 밝혀진 사실은 압수된 문서 중 일부에 트럼프의 손글씨 메모가 포함되어 있어, 그가 대통령 재임 기간 또는 그 이후에 해당 문서를 다루었다는 것을 증명했다는 점이다.

### 상세 재산 목록 공개
상세 재산 목록은 트럼프 대 미국 소송의 결과로 9월 2일에 공개되었다. 목록은 트럼프가 기밀 항목을 분류 표시가 없는 문서 및 사진, 뉴스 기사, 미지정 선물, 의류, 책 등 다른 항목과 뒤섞어 놓았음을 보여주었다. 트럼프의 사무실에서 발견된 상자에는 "분류 배너가 있는 빈 폴더 43개, '직원 비서/군사 보좌관에게 반환'이라고 표시된 빈 폴더 28개, 기밀, 비밀 또는 일급비밀로 표시된 정부 문서 24개, 뉴스 기사 및 기타 인쇄 매체 99개, 분류되지 않은 정부 문서 또는 사진 69개"가 포함되어 있다고 목록에 기재되어 있다.
2024년 5월 3일, Politico.com은 "[잭] 스미스 팀이 전 대통령 도널드 트럼프의 플로리다 자택에 기밀 문서를 은닉한 혐의에 대한 기소에서 일부 증거가 FBI 요원들이 2022년 8월 수색 영장을 들고 마러라고 건물에 들어섰을 때 발견한 순서와 다를 수 있음을 금요일 인정했다. 검사들의 법원 제출 서류에서의 인정은 ... 트럼프의 공동 피고인 변호사들이 FBI가 거의 2년 전 압수한 33개 상자에서 특정 문서가 정확히 어디에서 왔는지 파악하는 데 어려움을 겪고 있었기 때문에 사건 지연을 요청한 후에 나왔다."

## 트럼프 대 미국
수색 2주 후인 8월 22일, 트럼프는 플로리다 남부 지방 법원에 특별 마스터를 임명하여 압수된 자료에 대한 변호사-의뢰인 특권 또는 행정 특권 가능성을 검토해 달라는 소송을 제기했다. 이 사건은 트럼프가 임명한 아일린 캐논 지방 판사에게 배정되었다. 9월 1일, 캐논은 법무부에 이전에 봉인되었던 압수 자료의 상세 재산 목록을 공개하도록 명령했다. 그녀는 9월 5일에 법무부에 모든 자료에 대한 검토를 중단하도록 명령했고, 9월 15일에는 뉴욕 동부 연방 지방법원의 선임 판사 레이먼드 J. 디어리를 특별 마스터로 임명했다.
다음 날, 법무부는 제11순회 항소법원에 이 결정에 항소했다. 9월 22일, 항소법원은 법무부의 요청을 받아들여 수사관들이 기밀 파일에 접근할 수 있도록 하고 특별 마스터가 접근하는 것을 막았다.
12월 1일, 항소법원은 특수 조사관 검토를 종료하고, 정부가 모든 문서를 조사에 사용할 수 있도록 허용했으며, 하급 법원에 트럼프의 소송을 기각하도록 지시했다. 법원은 캐넌이 특수 조사관을 임명할 형평법상 관할권이 없으며, 캐넌의 결정이 행정부의 진행 중인 수사에 사법부가 개입하기 위한 엄격한 기준을 충족하지 못했고, 법원이 전직 대통령을 위한 특별 예외를 두지 않을 것이라고 판결했다. 트럼프는 대법원에 항소하지 않았고, 캐넌은 12월 12일 관할권 부족으로 그의 소송을 기각했다.

## 특별 검사 수사
2022년 11월 18일, 갈랜드는 연방 형사 수사를 감독하기 위해 특별 검사인 연방 검사 잭 스미스를 임명했다. 법무부 보도 자료에 따르면 스미스는 "기밀 문서 및 기타 대통령 기록과 관련된 진행 중인 조사와 해당 조사의 방해 가능성"을 감독할 것이라고 한다.

### 기소
2023년 6월 8일, 트럼프는 마이애미 연방 지방 법원에서 문서 관련 37개 혐의로 기소되었는데, 이는 전직 미국 대통령이 연방 혐의로 기소된 첫 사례이다. 혐의에는 간첩법에 따라 국가 방위 문서를 보유하고 전달하지 않은 것이 포함되었으며, 31개의 특정 문서를 지명하는 31개 혐의가 있었다. 이 문서 중 어느 것도 트럼프가 2022년 1월 미국 국립문서기록관리청(NARA)에 자발적으로 제출한 상자 안에 없었다. 이 문서들은 다음 6월 소환장에 따라 제출되거나 다음 8월 마러라고에서 수색 영장에 따라 압수된 것이었다.
6월 13일, 트럼프는 체포되어 기소되었다. 뉴욕에서의 이전 기소와 마찬가지로, 이번 체포 중 지문 채취 및 처리 절차를 거쳤음에도 불구하고 머그샷은 찍히지 않았다. 석방 조건의 일부로, 그는 보석금을 지불하지 않았지만 월트 노타 및 증인들과 이 사건에 대해 논의하는 것이 금지되었다.
7월 27일, 추가 기소장에는 3개의 중범죄 혐의가 추가되었다.
1년 후, 2024년 7월 15일, 캐넌 판사는 잭 스미스의 특별 검사 임명이 위헌이라고 판결하며 사건을 기각했다. 특별 검사는 기각에 항소했지만, 그해 11월 트럼프가 대통령으로 당선된 후 항소를 철회했다.

## 압수된 재산 반환
트럼프가 두 번째 임기를 시작하자, 법무부는 2022년 8월 수색에서 압수된 자료를 트럼프에게 반환하는 조치를 취했다. 2025년 2월 28일, 트럼프가 메릴랜드의 앤드루스 합동기지에서 에어 포스 원을 타고 마러라고로 향하는 비행기에 탑승할 때, 상자들이 비행기에 실렸다. 트럼프는 "법무부가 방금 상자들을 돌려줬다"는 성명을 발표했다. 백악관 공보국장 스티븐 청과 대통령 고문 알리나 하바는 모두 그 상자에 "개인 물품"이 들어 있었다고 표현했다.

## 반응

### 의회
미국 국립문서기록관리청(NARA)이 마러라고에서 회수된 대통령 기록에 대해 재평가를 한 것이 의회 내에서 우려를 불러일으켰다. 미국 하원 감독개혁위원회는 캐럴린 B. 멀로니 미 하원 의원이 위원장을 맡아 조사를 시작했다. 2월 24일 미국 국립문서기록관리청에 보낸 서한에서 멀로니는 "전직 대통령 트럼프가 미국 국민의 재산인 기록물을 고의로 제거하고 파괴하려 함으로써 법을 위반했을 수 있다는 점에 깊이 우려한다"고 썼다. 그녀는 미국 국립문서기록관리청에 백악관 기록 보존 및 보관에 대한 트럼프의 최고 고문들 간의 논의에 대한 문서를 제공해 줄 것을 요청했다. 멀로니와 미국 하원 정보위원회 위원장인 애덤 시프 하원 의원은 나중에 국가정보국장 (DNI) 에이브릴 헤인스에게 기밀 의회 브리핑과 피해 평가를 요청하는 서한을 보냈다. 헤인스는 법무부와 정보공동체가 마러라고로 가져간 자료에 대한 기밀 분류 검토와 국가 안보에 대한 잠재적 위험에 대한 피해 평가를 진행 중이라고 답했다.
마크 워너와 마코 루비오 상원 정보위원회 위원장과 상원 정보위원회 간사는 갈랜드와 헤인스에게 법무부와 국가정보국장실이 압수된 기밀 문서를 위원회에 제공하고 국가 안보에 대한 잠재적 위험에 대한 피해 평가를 요청하는 비공개 서한을 보냈다. 헤인스의 8월 26일자 서한에 따르면, 기밀 분류 검토 및 피해 평가 조사가 진행 중이다. 기밀 정보에 대해 브리핑을 받는 8명의 의회 지도자들, 즉 통칭 갱 오브 에이트는 바이든 행정부에 압수된 문서에 대한 접근을 요청했다.
미국 의회조사국은 이 사건의 법적 측면에 대해 의회 의원 및 위원회에 브리핑하기 위해 "사이드바" 속보를 발행했다.

### 백악관
백악관은 조 바이든 대통령과 백악관 관계자들이 언론에 보도되기 전까지는 수색에 대해 알지 못했다고 말했다. 카린 장피에르 공보비서는 "이러한 조사는 정치적 영향력에서 자유로워야 한다"고 말했으며, 수사 자체에 대해서는 법무부가 수사를 진행하고 있다는 점 외에는 언급하지 않았다.
8월 17일, 백악관은 CNN에 보낸 성명에서 일부 공화당 의원들이 제기한 "FBI 자금 삭감" 요구를 비난했다.
백악관 관계자들은 마러라고에 보관된 기밀 자료에 대해 은밀히 우려했으며, 특히 미국 정보공동체의 출처와 방법이 위험에 처할 수 있는지에 대해 걱정했다. 8월 26일, 바이든은 트럼프가 마러라고로 가져간 모든 자료를 기밀 해제했다고 말한 것을 조롱했으며, 법무부가 국가 안보 위험에 대한 결정을 내리도록 할 것이라고 말했다.
8월 30일 다른 연설에서 바이든은 법 집행 기관에 대한 위협과 FBI 자금 삭감 요구를 "구역질 난다"고 비난했다. 그는 공화당이 그들이 주장하는 "거리에서의 폭동" 요구와 1월 6일 미국 국회의사당 습격을 비난하기를 거부하는 위선을 비난했다.
2022년 12월 말, 바이든의 변호사들은 바이든이 오바마 행정부에서 부통령이었을 때 사용했던 그의 전 사무실과 델라웨어 자택에서 기밀 문서를 발견했다. 그들은 이 문서를 제출했다. 이 발견은 2023년 1월에 보도되었다.

### 미국 국립문서기록관리청
미국 국립문서기록관리청은 언론의 질의에 응답하여 트럼프 대통령 기록에 관한 여러 언론 성명을 발표했다. 또한 정보공개법 요청에 응하여 트럼프 행정부의 대통령 기록법 준수와 관련된 수많은 기록을 공개했다.
8월 24일, 미국 국립문서기록관리청 직원들은 하원 감독개혁위원회에 트럼프의 모든 대통령 기록을 가지고 있는지 확신할 수 없다고 말했다. 같은 날, 미국 국립문서기록관리청의 데브라 스테이델 월 대리 기록관은 모든 직원에게 보낸 내부 서한에서, 미국 국립문서기록관리청이 현재 진행 중인 FBI 조사에서의 역할에 대해 대중으로부터 위협과 칭찬을 모두 받았다고 말했다.
9월 13일, 하원 감독개혁위원회의 캐럴린 멀로니 의원은 미국 국립문서기록관리청에 서한을 보내, 회수된 모든 문서에 대한 "긴급 검토"와 "누락되어 전직 대통령이 소유하고 있을 수 있는" 모든 "대통령 기록"에 대한 평가를 요청했다. 9월 30일, 미국 국립문서기록관리청은 위원회의 요청에 응하여, 다음과 같이 부분적으로 기재했다. "절대적인 책임을 확립하는 쉬운 방법은 없지만, 우리가 마땅히 가져야 할 모든 것을 가지고 있지 않다는 것은 알고 있습니다... 전직 대통령 트럼프가 모든 대통령 기록을 제출했는지 여부에 대한 두 번째 문제에 관해서는, 진행 중인 조사를 고려하여 법무부에 정중히 문의하시기 바랍니다."

### 트럼프, 그의 가족, 그리고 그의 변호사들
8월 14일, 트럼프는 변호사-의뢰인 특권 및 행정 특권으로 보호된다고 주장되는 압수된 문서 상자의 반환을 요구했다.
수색 이후 첫 발표부터 트럼프와 그의 변호사들은 수색 및 FBI 조사와 관련된 다양한 성명을 발표했다. 이 성명들은 시간이 지남에 따라 "변동"하고 "자주 모순되고 입증되지 않은" 것으로 비판받았다. 뉴욕 타임스에 기고한 졸란 칸노-영스와 매기 하버만은 전직 대통령의 대응이 "수십 년 동안 그가 사용해온 익숙한 전술"을 따른다고 말했다. 여기에는 많은 의심스러운 트럼프 측근과 러시아 관리 및 스파이 간의 연결에 대한 조사와 트럼프 캠프가 러시아와 공모했는지 여부, 그리고 그의 첫 탄핵 심판 기간이 포함된다. 그들은 또한 트럼프의 성명이 정부가 그를 조사하기 시작한 후 왜 그가 문서를 보관했는지 설명하지 못했다고 말했다. 8월 30일 폭스 뉴스 출연에서 트럼프의 변호사 짐 트러스티는 그의 의뢰인의 행동이 "연체된 도서관 책"을 소유한 사람과 비교될 수 있으며, 정부 검찰이 다른 사람들에게 적용할 기준보다 트럼프에게 더 엄격한 조사 기준을 적용하고 있다고 시사했다.
워싱턴 포스트에 따르면, 트럼프는 많은 전직 변호사들이 사건 참여를 거부하면서 경험이 풍부한 법률 방어팀을 구성하는 데 어려움을 겪었다. 트럼프 대변인 테일러 버도위치는 트럼프의 주요 변호인단이 매우 재능 있고 "미국 역사상 가장 복잡한 사건 중 일부를 다루었다"고 말했다. 뉴욕 타임스는 보리스 엡슈테인 정치 고문이 트럼프의 법률팀을 구성하는 데 중요한 역할을 했다고 평가했다. 엡슈테인은 이전에 2020년 트럼프의 도난당한 선거 주장에 대한 거짓 주장 방어를 도왔다. 전 트럼프 변호사 데이비드 쇤은 현재 상황이 여전히 문제적이며, 변호팀 구성원들이 "교체"되고 명확한 리더십이 부족하다고 말했다. 트럼프는 나중에 이 사건을 위해 전 플로리다 법무국장 크리스 카이스를 법률팀에 추가했지만, 한 달 안에 카이스의 역할은 축소된 것으로 알려졌다. 뉴욕 타임스에 따르면, 카이스는 법무부의 제이 브랫의 요청에 따라 "추가 문서를 찾기 위한 법의학 회사를 고용할 것을 제안"했으며, 브랫은 더 많은 문서가 여전히 누락되어 있다고 우려를 표했다. 트럼프 변호사들 간의 불일치로 인해, 카이스의 보다 온건한 접근 방식 때문에 그가 변호팀 참여에서 축소된 것으로 알려졌다.
트럼프의 정치활동위원회, 세이브 아메리카 PAC는 FBI 수색 후 며칠 동안 100개가 넘는 모금 이메일을 보냈다. 일일 기부금은 평균 20만 달러~30만 달러에서 최소 이틀 동안 100만 달러 이상으로 증가했다. 이 이메일들은 전 트럼프 대통령이 정치적으로 박해받고 있다고 주장했다. 7월에 세이브 아메리카 PAC는 트럼프와 트럼프 기업을 대리하는 민사 및 형사 변호사들에게 약 100만 달러를 지급했다.
2022년 12월 22일, 1월 6일 공격을 조사하는 미국 하원 특별 위원회는 최종 보고서를 발표했는데, 여기서 법무부가 "트럼프 대통령의 세이브 아메리카 정치활동위원회에서 수수료를 지급하는 특정 증인의 변호인의 행위를 조사하고 있는 것 같다"고 언급했다. 하원 위원회는 법무부가 마러라고 조사에 대한 공개 보고서에서 해당 변호사들이 의뢰인의 변호보다 트럼프의 변호에 더 충성할 수 있으며, 따라서 의뢰인의 증언에 영향을 미치려 할 수 있다고 우려를 표명한 것으로 보인다고 지적했다. 하원 위원회는 이러한 우려에 동의하며, 관련 정보를 법무부와 풀턴 카운티 지방 검사 패니 윌리스에게 제공했다고 밝혔다. 이러한 언급과 관련하여 하원 위원회는 세 가지 뉴스 보도를 인용했다.

#### 정치적 동기, 증거 조작, 오바마 선례 주장
트럼프는 수색을 1970년대 워터게이트 사건에 비유했다. 그는 2024년 대통령 선거 출마를 막기 위해 정치적 동기가 있었다는 근거 없는 주장을 했으며, 바이든 행정부의 "정치적 동기가 있는 조치"라고 비난했다. 그는 FBI가 마러라고에서 그의 아내 멜라니아 트럼프의 방과 소지품을 수색한 것을 비난했다.
8월 11일, 트럼프는 FBI가 수색 영장을 뒷받침하기 위해 증거를 조작했거나 마러라고에 유죄 증거물과 녹음 장치를 심었을 수 있다는 근거 없는 주장을 했다. 트럼프의 지지자들은 이러한 음모론적 주장들을 되풀이했다. 8월 12일, 그는 자신의 변호사들이 수색 전에 연방 수사관들에게 전적으로 협조했다고 주장하며 "정부가 우리가 가지고 있던 것을 원했다면 무엇이든 가질 수 있었을 것"이라고 말했다.
8월 12일, 트럼프는 버락 오바마 전 대통령이 시카고로 "3300만 페이지의 문서 중 상당수가 기밀이었다"고 거짓 주장했다. 이 거짓 정보는 폭스 뉴스의 보수 논평가들에 의해 증폭되었다. 미국 국립문서기록관리청은 오바마가 2017년 퇴임 시 자신의 기록에 대한 "독점적 법적 및 물리적 보관"을 가져갔으며, 오바마는 미국 국립문서기록관리청이 기록을 어디에 어떻게 보관하는지에 대해 "통제권이 없었고", 미국 국립문서기록관리청은 시카고 근처에 약 3천만 페이지의 비기밀 오바마 기록을 "독점적으로" 보관하고 있으며, 기밀 오바마 기록은 워싱턴 D.C. 시설에서 미국 국립문서기록관리청이 보관하고 있다고 응답했다.
워싱턴 포스트가 마러라고 수색에서 핵 문서가 수색되고 있다고 보도한 후, 트럼프는 8월 12일 "핵무기 문제는 조작된 것"이라고 말했다. 트럼프는 또한 버락 오바마 전 대통령이 "많은" 핵 문서를 보관하고 있었다고 거짓 주장했다.
2024년 5월 21일, 트럼프는 표준 법무부의 무력 사용 정책을 잘못 해석하여 FBI 수색 중 조 바이든이 자신을 죽일 준비가 되어 있었다고 거짓 주장했다. 이 비난은 현대 미국 역사상 전례가 없는 것으로 지적되었다. 트럼프 캠페인은 "그들은 나를 쏘도록 승인받았다!"는 제목의 이메일을 보냈다. 이메일에는 "당신은 그들이 상상할 수 없는 짓을 하려고 안달하고 있다는 것을 알고 있습니다... 조 바이든은 나를 제거하고 내 가족을 위험에 빠뜨릴 준비가 되어 있었습니다"라고 쓰여 있었다. 같은 날, 그는 트루스 소셜에 "조 바이든의 법무부는... FBI가 치명적인(치명적) 무력을 사용하도록 승인했다"고 게시했다. 트럼프의 발언은 FBI의 마러라고 수색 계획에 첨부된 표준 법 집행 정책 성명에 대한 반응이었다. 이 성명은 경찰관이 "임박한 사망 또는 심각한 신체 상해의 위험"에 대처하기 위해서만 치명적인 무력을 사용할 수 있다고 명시하고 있었다. FBI는 트럼프가 수색 중에 현장에 있지 않도록 조치를 취했으며, 비밀경호국에 사전 통보를 했다. 5월 24일, 잭 스미스 사무실은 캐넌 판사에게 법 집행 공무원의 행동에 대한 이러한 "반복적인 잘못된 설명"과 관련하여 트럼프에게 함구령을 내릴 것을 요청했다.

#### 모든 문서의 기밀 해제 주장
8월 12일, 트럼프는 트루스 소셜에 마러라고로 가져온 문서들이 퇴임 전에 "모두 기밀 해제되었다"고 주장했다. 그날 그의 사무실은 그가 자주 기밀 문서를 집으로 가져왔다는 것을 인정하는 성명을 발표했으며, 그가 집으로 가져간 모든 것은 자동으로 "즉시" 기밀 해제된다는 "상시 명령"을 내렸다고 주장했다. 2023년 6월 29일, 정부 변호사들은 블룸버그 뉴스에서 보낸 정보공개법 요청에 응하여 그러한 상시 명령에 대한 기록을 찾지 못했다고 말했다.
기밀 해제에 관한 미국연방규정집 조항은 "기밀 해제된 정보의 상태와 기밀 해제를 승인한 사람에 대해 의심의 여지가 없도록 일관되고 눈에 띄게 표시"할 것을 요구한다. 2022년 5월 브라이트바트와의 인터뷰에서, 전년도 1월에 미국 국립문서기록관리청이 회수한 문서들에 대해 카슈 파텔은 트럼프의 명령에 맞춰 기밀 분류 표시를 제거하는 서류 작업을 하지 않은 것에 대해 백악관 변호사들을 비난했다.
카슈 파텔을 제외하고, 전 트럼프 행정부 관리들은 트럼프가 그러한 "상시 명령"을 내린 것을 들어본 적이 없으며, 그 주장을 거짓으로 분류했다.
- 트럼프의 미국 국가안보보좌관이었던 존 볼턴은 트럼프의 주장이 "완전한 허구"이자 "거의 확실히 거짓말"이라고 말했다. 볼턴은 국가안보보좌관 재임 전, 중, 후에도 그러한 명령을 들어본 적이 없다고 말했다. 볼턴은 "누군가 이런 거짓말을 꾸며내기 시작하면, 그것은 진정한 절박함의 수준을 보여준다"고 말했다.[279][317]
- 2015년부터 2020년까지 미국 국가안보국 법률 고문을 지낸 글렌 S. 거스텔은 트럼프의 주장을 "터무니없다"고 비난했는데, 기밀 해제는 기록 관리뿐만 아니라 정보를 사용한 기관에 통보하는 것도 필요하기 때문이다.[318]
- 오바마 행정부에서 전 국방부 장관이자 중앙정보국장이었던 리언 파네타도 트럼프의 주장이 "거의 엉터리"라고 말했다. 그는 기밀 해제 과정은 다양한 기관의 승인을 필요로 한다고 설명했다.[319] 파네타는 "이 대통령이 실제로 어떤 것을 기밀 해제하기 위해 공식적인 조치를 취했다는 증거는 내가 아는 한 아무것도 없다"고 말했다.[319]

의회조사국 메모는 적절한 기밀 해제 절차가 트럼프가 특정 문서들을 기밀 해제하려는 의도를 전달하도록 요구했을 것이라고 지적했다. 같은 메모는 정부가 문서를 기밀로 분류했는지 여부와 상관없이 대통령 기록을 압수할 법적 근거가 있으며, 기밀 자료는 더욱이 간첩법 위반을 의미할 수 있다고 지적한다.
2022년 9월 20일, 트럼프의 변호사들은 디어리 판사 앞에 출석하여 법정에서 트럼프의 "상시 명령" 주장을 언급하지 않을 것이라고 말하며, 그렇게 할 경우 미래의 기소에서 잠재적인 방어가 드러날 수 있다고 주장했다. 다음 날, 제11항소법원의 3인 항소 패널은 "이러한 기록이 기밀 해제되었다는 증거가 없다"고 판결했으며, 트럼프의 변호사들이 "이러한 문서 중 어떤 것도 기밀 해제했다는 증거를 제공하기를 거부했다"고 지적했다.
2022년 9월 21일, 트럼프는 폭스 뉴스의 해니티 쇼에 출연하여 "과정이 있을 필요가 없다"며 대통령은 "그냥 '기밀 해제되었다'고 말하는 것만으로 기밀 해제할 수 있다. 심지어 생각하는 것만으로도 가능하다"고 주장했다. 이 개념은 법률 전문가들에 의해 "조롱당했다". 변호사들은 "트럼프가 어떻게든 문서를 기밀 해제했더라도, 2020년 1월 20일 퇴임 시 그 문서들을 가져갈 권리가 없었다... [트럼프]는 이 문서들에 대해 (법적) 이해관계가 없었다"고 지적했다. 제11항소법원은 "기밀 해제 주장은 '연막 작전'"이라고 지적했다.

#### 소송
2024년 8월 7일, 트럼프는 FBI를 1억 달러에 고소하겠다는 불법 행위 청구를 제기했다. FBI는 6개월 이내에 응답해야 하며, 그 이후에 트럼프는 고소할 수 있다.

### 트럼프 지지자들
수색 당일, 약 20여 명의 트럼프 지지자들이 마러라고 앞에서 항의 시위를 벌였고, 다른 사람들은 피닉스 (애리조나주)와 워싱턴 D.C.의 FBI 사무실 앞에서 시위를 벌였다. 며칠 동안, 트럼프 지지자들은 마러라고 밖에서 시위를 계속했으며, 여러 주에 걸친 연방수사국 지역 사무소 밖에서 여러 번의 피켓 시위를 벌였다. 소수의 무장한 트럼프 지지자들이 피닉스 FBI 사무실 밖에서 시위를 벌였다.
로버트 코스타 CBS 뉴스 기자는 트럼프 측근들 사이에서 "일부 지지자들은 이 사건을 계기로 2024년 대선 출마 결정을 서두를 것을 촉구하고 있으며, 이제 공화당 내에서 아무도 그에게 도전하지 않을 것이라고 말한다... 다른 이들은 진정하고 기다리라고 말하고 있다"고 보도했다.
의회의 트럼프 지지자들과 우익 언론은 다양한 오정보와 근거 없는 음모론을 퍼뜨렸다. 예를 들어, FBI가 증거를 조작했을 수 있다는 주장, FBI 수색이 정부 내 범죄자들을 폭로하려는 트럼프를 막기 위한 것이라는 주장, FBI가 마러라고를 "군사적으로 점령"했다는 주장, FBI가 "사전 통보 없이" 마러라고에 진입하여 "원하는 것을 마음대로 가져갔다"는 주장, 그리고 일부 FBI 요원이 "부패했다"는 주장 등이다. 파텔은 미국 연방총무청 (GSA)이 "실수로 일부 상자를 포장하여 마러라고로 옮겼다"고 반복적으로 비난했다. 미국 연방총무청은 퇴임하는 대통령 인수팀과 그들의 자원봉사자들이 상자를 포장하고 팔레트에 싣고 비닐로 포장했다고 답했다.
스티브 배넌을 포함한 많은 트럼프 지지자들은 트럼프에게 수색 감시 영상을 일부 공개하거나 정치 선거 광고에 사용할 것을 촉구했다. 다른 이들은 테이프를 공개하는 것이 거주지에서 제거된 기밀 정보의 엄청난 양을 드러내고 그의 근거 없는 주장 중 일부를 반박하여 역효과를 낼 수 있다고 경고했다. 이 영상은 영상에 찍힌 FBI 요원들의 신원을 더 노출시켜 추가적인 위협과 괴롭힘을 당하게 할 수도 있다.
폭스 뉴스 진행자 브라이언 킬미드는 터커 칼슨 투나잇의 게스트 진행을 하는 동안 영장을 승인한 연방 판사를 유죄 판결을 받은 성매매범 기슬레인 맥스웰과 함께 있는 조작된 사진을 보여주었다. 킬미드는 나중에 그 조작된 사진을 "농담으로" 공유된 "밈"이라고 묘사했다.
FBI 수색은 극우 세력을 포함한 트럼프 지지자들 사이에서 종말론적이고 폭력적인 수사를 불러일으켰고, 폭스 뉴스, 뉴스맥스, PJ 미디어, 더 블레이즈, 우익 토크 라디오를 포함한 미디어에서 확산되었다. 스티븐 크라우더와 백인 우월주의 논평가 닉 푸엔테스를 포함한 극우 사용자들이 트루스 소셜, 갭, 텔레그램, 트위터와 같은 온라인 플랫폼에서 내전과 폭력에 대한 이야기가 급증했다. 뉴욕 영 공화당 클럽은 이 수색을 "공화국 기반을 훼손하려는 국제주의 세력과 그들의 동맹" 때문이라고 비난했다. 정치 폭력 전문가들은 극단주의적 수사가 위험한 분위기를 조성하고 폭력 행위의 위험을 높인다고 말했다.

#### 정부 관계자에 대한 위협
크리스토퍼 A. 레이 FBI 국장은 연방 요원과 법무부 직원에 대한 온라인 위협을 비난했다. 레이는 마러라고 수색 후 FBI 직원과 재산에 대한 위협이 급증함에 따라 FBI가 "경계를 늦추지 않고 그에 따라 보안 태세를 조정할 것"이라고 말했다. 로지컬리의 연구원 카일 월터는 워싱턴 포스트에 FBI 직원에 대한 상당한 수의 위협을 관찰했다고 말했다. 영장 서류에 서명한 두 FBI 요원의 이름은 공식 법원 공개 문서에서 가려져 있었지만, 우익 언론 브라이트바트는 유출된 문서를 공개하여 요원들의 이름을 공개하고 그들을 괴롭힘에 노출시켰다.
수색을 승인한 연방 판사는 4chan과 같은 사이트에서 반유대주의적 비방, 허위 정보, 위협의 대상이 되었다. 그에 대한 온라인 위협으로 인해 플로리다 남부지방 미국 지방법원은 그의 보호를 위해 온라인 디렉토리에서 판사에 대한 정보를 삭제했다. 그가 다니는 유대교 회당도 위협을 받았고 추가 보안 조치 하에 있다.
FBI와 국토안보부는 연방 법 집행 공무원에 대한 위협 및 폭력 행위가 "전례 없는" 수준으로 증가했으며, "팜비치 수색과 관련된 사법, 법 집행 및 정부 관리, 특히 팜비치 수색 영장을 승인한 연방 판사에 대한 표적 살해 요구"가 포함된다는 공동 경고를 발표했다. 폭력의 여러 잠재적 대상들의 개인 정보가 온라인에 게시되었다. 이 경고는 FBI 본부 앞에 더러운 폭탄을 설치하겠다는 위협을 언급했다.
펜실베이니아주 머서군의 한 남성은 갭 소셜 네트워킹 사이트에서 FBI 요원들에 대한 온라인 위협을 가한 혐의로 미국 지방 법원에 기소되었다.
8월 19일, 미국 하원 감독개혁위원회 의원들은 소셜 미디어 회사들과 접촉하여 최근 플랫폼 사용자들에 의해 법 집행 공무원들에게 가해진 위협에 대한 정보를 요청했다. 의원들이 보낸 서한은 특히 트루스 소셜에 게시된 위협을 언급했는데, 이 플랫폼은 마러라고 수색 이후 앱 다운로드가 크게 증가했다. 이 서한은 "전직 대통령과 공화당 의원들의 무모한 발언이 소셜 미디어에 폭력적인 위협을 쏟아냈다"는 우려를 표명했으며, 플랫폼이 법 집행 기관에 대한 폭력 선동을 제한하기 위해 즉각적이고 구체적인 조치를 취할 것을 촉구했다.

#### FBI 지역 사무소 공격
바디 아머를 착용하고 AR-15 스타일 소총과 네일건으로 무장한 42세의 트럼프 지지자 리키 쉬퍼가 8월 11일 오하이오주 신시내티의 연방수사국 지역 사무소에 침입하려 했고, 이어진 경찰과의 대치에서 사망했다. 그는 1월 6일 미국 국회의사당 습격에 참여했으며, 트럼프의 소셜 미디어 플랫폼인 트루스 소셜에서 가장 많은 게시물을 올린 사람 중 한 명으로, 마러라고 FBI 수색 후 FBI 요원들을 죽이고 싶다는 글을 올렸다. 쉬퍼는 수년간 소셜 미디어에서 폭력적인 극단주의적 수사에 참여했으며, FBI는 2022년 5월 그에 대한 제보를 받았다.

### 공화당 선출직 공무원 및 후보
공화당 전국위원회와 대부분의 공화당원들은 FBI 수색에 대해 FBI를 공격하고 트럼프를 희생자와 정치적 순교자로 묘사하며 대응했다. 공화당원들은 이 수색이 미국을 "제3세계 국가" 또는 "바나나 공화국"으로 만들었다고 말했지만, 프랑스, 대한민국, 이스라엘과 같은 민주주의 국가들은 모두 전직 지도자들을 형사 범죄로 조사하고 기소했다. 많은 공화당원들은 당이 2022년 11월 선거에서 의회 통제권을 되찾으면 법무부를 조사하겠다고 맹세했다. 연방 수사관의 부적절한 행위에 대한 증거는 없으며, 수색이 정치적 동기였다는 증거도 없다.
플로리다의 릭 스콧과 마코 루비오 상원의원, 론 디샌티스 플로리다 주지사를 포함한 여러 공화당 정치인들이 수색을 비난했다. 케빈 매카시 (정치인) 하원 소수당 원내대표는 트윗에서 법무부가 "용인할 수 없는 무기화된 정치화 상태에 이르렀다"고 말하며 "공화당이 하원을 되찾으면 이 부서에 대한 즉각적인 감독을 실시하고, 사실을 추적하며, 모든 것을 밝힐 것이다. 메릭 갈랜드 법무부 장관, 문서들을 보존하고 일정을 비워두라"고 말했다. 조지아주 공화당 하원의원 마저리 테일러 그린은 FBI의 자금 삭감을 요구했다. 랜드 폴 상원의원은 간첩법 폐지를 요구했다. 앤서니 사바티니 플로리다 하원 공화당 의원은 주 정부가 "즉시 법무부와의 모든 관계를 단절"하고 FBI 요원들을 "목격 즉시 체포"해야 한다고 요구했다.
많은 공화당원들은 전 민주당 후보 힐러리 클린턴이 미국 국무부 장관 재임 중 개인 이메일 서버에서 발견된 기밀 자료에 대해 조사받았으나 기소되지 않은 힐러리 클린턴 이메일 논란에 대한 법무부와 FBI의 이전 처우가 이중 잣대라고 비난했다. 사우스캐롤라이나 상원의원 린지 그레이엄은 트럼프가 기소될 경우 거리 폭력의 가능성을 예측했다.
일부 공화당원들은 압수된 문서가 고도로 기밀이라는 보고에 대해 더욱 자제된 태도를 보였지만, 그럼에도 불구하고 수색에 의문을 제기했다. 여러 공화당원들은 법무부와 FBI에 수색과 관련된 문서, 특히 영장의 근거가 된 진술서를 의회에 공개하거나 공유할 것을 촉구했다. 미국 하원 정보위원회의 간사 마이크 터너는 "마러라고 급습에 사용된 방식에 대해 매우 우려한다"고 말했으며, 브라이언 피츠패트릭은 "법이 공정하게 집행되고 있는지", 그리고 "동등하게" 집행되는지에 대해 의문을 제기했다.
미국 하원 1월 6일 미국 국회의사당 습격 특별위원회의 공화당 최고위 의원인 리즈 체니 공화당 하원의원은 트럼프에 대한 연방 수사에 대한 자신의 당의 대응을 비판하며 "최근 마러라고 수색에 연루된 FBI 요원들의 진실성을 공격하는 당원들의 말을 듣고 부끄러웠다. 이는 애국적인 공무원들의 생명을 위협하는 역겨운 발언이다"라고 썼다.
9월 22일, 톰 틸리스 상원의원과 린지 그레이엄 상원의원은 기밀 해제에는 "절차"가 있음을 인정했으며, 존 튠 상원의원은 그 절차가 "준수되고 따라야 한다"고 말했다. 마이크 브런 상원의원은 기밀 해제를 위한 "적절한 방법론"을 알지 못한다고 말했다. 마이크 라운즈 상원의원은 정보의 올바른 보관의 중요성에 대해 언급했다. "정보가 올바르게 보관되지 않고 유출되면 사람들이 다치거나 죽을 수 있다." 9월 25일, 존 버라소 상원의원은 ABC 진행자 조지 스테파노폴로스의 압력에 "대통령이 말만 하거나 '생각만' 한다고 문서를 기밀 해제할 수 있다고 생각하지 않는다"고 인정했다.

### 의회 민주당원
하원 민주당원들은 트럼프에 대한 책임 부과의 한 단계라며 수색을 칭찬했다. 낸시 펠로시 미국 하원 의장은 수색 후 인터뷰에서 "우리는 법치를 믿는다. 그것이 우리 나라의 근간이다. 그리고 그 누구도 법 위에 있지 않다. 미국 대통령도, 전직 대통령도 마찬가지다"라고 말했다. 상원 민주당원들은 더 신중한 반응을 보였다. 수색 직후 척 슈머 상원 다수당 원내대표는 "더 많은 것을 알게 될 때까지 언급을 자제하겠다"고 말했다.

### 학자와 전직 공무원
마러라고 FBI 수색 이후 로이터와 알자지라는 학자와 전직 관리들을 인용하여 트럼프가 거주지를 사용한 방식이 매우 독특한 보안 "악몽"을 야기했다고 말했다. 2017년 트럼프와 아베 신조 사이의 북한 전략 회의가 손님들로 둘러싸인 채 진행된 것에 대해 마크 자이드 국가 안보 변호사는 "우리가 본 것은 트럼프가 보안에 너무 소홀하여 잠재적인 전쟁 문제에 대한 민감한 회의를 비미국 정부 요원들이 관찰하고 사진을 찍을 수 있는 곳에서 진행하고 있었다는 것이다"라고 말했다. 전 법무부 관리인 메리 B. 맥코드는 "분명히 그들은 이 자료들을 안전한 공간으로 되돌리는 것을 매우 심각하게 생각했다. 특히 마러라고, 그곳의 외국인 방문객들, 그리고 외국 정부 및 외국 요원들과 연줄이 있을 수 있는 다른 이들을 고려할 때, 고도로 기밀된 문서를 부적절하게 보관하는 것만으로도 심각한 국가 안보 위협을 초래한다"고 말했다. 2019년, 멀웨어가 포함된 USB 드라이브를 소지한 위조 여권을 가진 중국 시민이 그곳에서 행사에 참석하다 체포되었다.
전문가들은 트럼프를 "가장 완벽한 보안 위험 인물로 보았다. 그는 불만을 품은 전직 직원과 같았고, 민감한 정부 비밀에 접근할 수 있었으며, 자신을 제거하려는 딥 스테이트를 무너뜨리는 데 몰두했다." 컬럼비아 대학교 정치학자 데이비드 로스콥은 마러라고 수색이 트럼프가 "미국이 직면한 적이 없는 국가 안보 위험이었다는 점을 상기시켜 주었다"고 보았다.
퓰리처상 수상 기자 마이클 살라는 피츠버그 포스트가제트에 우크라이나 태생의 러시아어를 구사하는 여성이 가짜 이름을 사용하고 로스차일드가 상속녀라고 주장하며 1년 넘게 그 거주지를 자주 드나들었으며, 그곳에서 트럼프와 린지 그레이엄 상원의원과 함께 사진까지 찍었다는 사실을 밝혀냈다.

### 정보공동체
전 중앙정보국장 존 브레넌은 마러라고에 민감한 문서를 보관한 것을 "무모함과 무책임함의 극치"라고 불렀다.
2017년부터 2019년까지 트럼프 행정부에서 국가정보국장 (DNI)을 지낸 댄 코츠는 FBI를 옹호하며 "내 첫 생각은 크리스 [레이]가 그 과정이 제대로 작동하지 않거나 변호사나 다른 사람들로부터 올바른 답변을 얻지 못하고 있으며 그 조치를 취할 만큼 심각하지 않다고 생각하지 않았다면 서명하지 않았을 것이라는 점이었다"고 말했다.
전 FBI 요원이자 예일 로스쿨 전 부학장이었던 아샤 란가파는 트럼프가 압수된 문서들이 행정 특권에 포함되거나 잠재적으로 포함된다는 것을 인정한 것은 그가 18 USC 2071에 따라 허용되지 않은 대통령 기록을 보관했다는 것을 의미한다고 말했다. 그녀는 "따라서 행정 특권이 그가 조사받는 특정 범죄와 관련이 있는지조차 명확하지 않으며, 이 서류에서 그는 기본적으로 그 문서들을 소유하고 있음을 인정했는데, 이는 정부가 입증하려고 하는 것"이라고 말했다.
전 CIA 법률 고문인 제프리 스미스와 법무부 국가안보국의 전 방첩국장 데이비드 라우프만은 수사가 재판에서 유죄 판결을 내릴 만큼 강력한 증거를 가지고 있지 않을 수 있다고 경고했다.

### 전 트럼프 행정부 인사들
마이크 펜스 전 부통령은 2022년 8월 수색 직후, 이 사건이 사법 시스템에 대한 대중의 신뢰를 훼손한다고 말했다. 그는 "어떤 전직 미국 대통령도 개인 거주지 압수 수색 대상이 된 적이 없다"고 지적했다. 펜스는 어떤 기밀 문서도 가지고 있지 않다고 부인했지만, 2023년 1월 펜스의 인디애나 자택에서 기밀 문서가 발견되었다.
트럼프의 전 비서실장 존 F. 켈리는 트럼프가 민감한 문서를 다루는 규칙을 무시하는 오랜 기록이 있으며, 트럼프가 "기밀 분류 시스템을 믿지 않았다"고 말했고, 트럼프가 미국 정보에 대해 경멸적인 태도를 보였다고 말했다. 윌리엄 바는 인터뷰에서 트럼프가 기밀 문서를 소유할 정당한 이유를 찾을 수 없으며, 기밀 여부와 상관없이 그 문서들은 정부의 소유이며 미국 국립문서기록관리청에 반환되어야 한다고 말했다.
트럼프의 전 국가안보보좌관 존 볼턴은 "마러라고 문서에 무엇이 들어있든 거의 놀라지 않을 것"이라고 말했다. 그는 트럼프가 보통 대통령 일일 브리핑을 읽지 않았지만, 때때로 자신을 위해 준비된 "고도로 기밀된 시각 보조 자료, 그림, 차트 및 그래프를 보관"해 달라고 브리퍼들에게 요청했으며, 브리퍼들이 돌려달라고 요청했을 때 트럼프가 이러한 자료를 돌려주기를 거부하기도 했다고 회상했다.
2022년 11월 3일, 트럼프 고문 카슈 파텔은 마러라고 자택으로 가져간 기록물 취급을 조사하는 연방 대배심에 증언했다. 판사는 파텔이 조사에 제공하는 어떤 정보에 대해서도 기소 면책을 부여했다. 트럼프의 세이브 아메리카 PAC는 파텔의 법률 비용을 지불했다.

## 같이 보기
- 조 바이든 기밀문서 사건
- 마이크 펜스 기밀문서 사건